# Kristen Ghodsee
Kristen Rogheh Ghodsee (26 de abril de 1970) é uma etnóloga americana e professora de estudos russos e do leste europeu na Universidade da Pensilvânia. Ela é conhecida principalmente por seu trabalho etnográfico na Bulgária pós-comunista, além de contribuir para o campo dos estudos de gênero pós-socialistas.
Ao contrário da opinião predominante da maioria das acadêmicas feministas na década de 1990, que acreditavam que as mulheres seriam desproporcionalmente prejudicadas pelo colapso dos estados comunistas, Ghodsee argumentou que muitas mulheres do Leste Europeu se sairiam melhor do que os homens em mercados de trabalho recém-competidos por causa do capital cultural que haviam adquirido antes de 1989. Ela criticou o papel das organizações não governamentais feministas ocidentais que trabalhavam junto com as mulheres do Leste Europeu na década de 1990. Ela examinou as mudanças nas relações de gênero das minorias muçulmanas após o governo comunista, e as interseções das crenças e práticas islâmicas com os restos ideológicos do marxismo-leninismo.

## Carreira
Ghodsee recebeu seu Bacharelado da Universidade da Califórnia em Santa Cruz e seu Doutorado na Universidade da Califórnia em Berkeley. Ela recebeu inúmeras bolsas de pesquisa, incluindo a Fundação Nacional da Ciência, Programa Fulbright, o American Council of Learned Societies, o International Research & Exchanges Board (IREX) e o National Council for Eurasian and East European Research. Foi membro residente do Instituto de Estudos Avançados de Princeton; Centro Internacional para Acadêmicos Woodrow Wilson, em Washington, D.C.; Instituto Max Planck para Pesquisa Demográfica em Rostock, Alemanha; o Radcliffe Institute for Advanced Estudo na Universidade de Harvard, e no Instituto de Estudos Avançados de Freiburg (FRIAS). Em 2012, foi eleita presidente da Society for Humanistic Anthropology.

## Objetivos para construção de suas obras

### Nostalgia vermelha, vítimas do comunismo e neoliberalismo
Em 2004, Ghodsee publicou um dos primeiros artigos, considerando os aspectos de gênero da crescente nostalgia comunista na Europa Oriental. Já a partir do final da década de 1990, vários acadêmicos estavam examinando o fenômeno da Ostalgie na antiga Alemanha Oriental e o que havia sido chamado de Iugonostalgia nos estados sucessores da ex-Iugoslávia comunista. Esse trabalho anterior sobre o surgimento da nostalgia comunista se concentrava em seus aspectos consumistas e considerava o fenômeno uma fase necessária pela qual as populações pós-comunistas precisavam passar para romper totalmente com seus passados comunistas. Em contrapartida, seu conceito de "nostalgia vermelha" considerava como homens e mulheres experimentavam a perda dos reais benefícios materiais do passado socialista. Em vez de apenas um olhar melancólico para uma juventude perdida, a nostalgia vermelha formou a base de uma crítica emergente das convulsões políticas e econômicas que caracterizaram a era pós-socialista.
Ghodsee explorou a política da memória coletiva sobre os estados comunistas, a Segunda Guerra Mundial e o Holocausto na Bulgária. De acordo com Ghodsee, a Fundação Memorial das Vítimas do Comunismo é uma organização anticomunista conservadora que busca igualar o comunismo ao assassinato, como erguendo outdoors na Times Square que declaram "100 anos, 100 milhões de mortos" e "O comunismo mata". Ghodsee postula que a fundação, juntamente com outras organizações conservadoras da Europa Oriental, procura institucionalizar a narrativa das "Vítimas do Comunismo" como uma teoria do duplo genocídio, ou a equivalência moral entre o Holocausto nazista (assassinato racial) e as vítimas do comunismo assassinato). Ghodsee argumenta que a estimativa de 100 milhões favorecida pela fundação é duvidosa, pois sua fonte para isso é a introdução controversa da obra O Livro Negro do Comunismo, de Stéphane Courtois. Ela diz ainda que esse esforço das organizações conservadoras anticomunistas se intensificou, principalmente com o recente impulso no início da crise financeira global de 2007–2008 para comemorar esta última na Europa, e pode ser visto como a resposta das elites econômicas e políticas aos temores de um ressurgimento esquerdista diante de economias devastadas e desigualdades extremas no Oriente e no Ocidente como resultado dos excessos do capitalismo neoliberal. Ghodsee argumenta que qualquer discussão sobre as conquistas sob os estados comunistas, incluindo alfabetização, educação, direitos das mulheres e seguridade social geralmente é silenciada, e qualquer discurso sobre o comunismo é focado quase exclusivamente nos crimes de Stalin e na teoria do duplo genocídio.
Em seu livro Red Hangover: Legacies of Twentieth-Century Communism, de 2017, Ghodsee postula que as atitudes triunfalistas das potências ocidentais no final da Guerra Fria e a fixação em vincular todos os ideais políticos esquerdistas e socialistas com os horrores do stalinismo permitiram o neoliberalismo preencher o vazio, uma vez que minou as instituições e reformas democráticas, deixando um rastro de miséria econômica, desemprego, desesperança e crescente desigualdade em todo o antigo Bloco Oriental e grande parte do Ocidente nas décadas seguintes, que alimentou a ascensão do nacionalismo extremista de direita tanto no primeiro quanto no segundo. Ela diz que chegou a hora de “repensar o projeto democrático e, finalmente, fazer o trabalho necessário para resgatá-lo das garras do neoliberalismo ou substituí-lo por um novo ideal político que nos leve adiante para uma nova etapa da história humana".

### Etnografia literária
O trabalho posterior de Ghodsee combina a etnografia tradicional com uma sensibilidade literária, empregando as convenções estilísticas da não-ficção criativa para produzir textos acadêmicos que devem ser acessíveis a um público mais amplo. Inspirada na obra de Clifford Geertz e nas convenções da "descrição densa", ela é uma defensora da "etnografia literária". Este gênero utiliza tensão narrativa, diálogo e prosa lírica na apresentação de dados etnográficos. Além disso, Ghodsee argumenta que as etnografias literárias são, muitas vezes, "etnografias documentais", ou seja, etnografias cujo objetivo principal é explorar o funcionamento interno de uma cultura particular sem necessariamente subsumir essas observações a uma agenda teórica específica.
O terceiro livro de Ghodsee, Lost in Transition: Ethnographies of Everyday Life After Communism, combina ensaios etnográficos pessoais com ficção etnográfica para pintar um retrato humano da transição política e econômica do regime comunista. Enquanto alguns críticos acharam o livro "convincente e altamente legível" e "uma narrativa etnográfica encantadora, profundamente íntima e experimental", outros criticaram o livro por contar uma história "às custas da teoria". Que o livro foi julgado "notavelmente livre de jargões acadêmicos e neologismos" produziu muito "sentimentos mistos" dentro da comunidade acadêmica, com um crítico afirmando que "a técnica um tanto não convencional de incorporar ficção ao lado de sua etnografia [de Ghodsee] vinhetas parece um pouco forçado." Fora da academia, no entanto, um revisor afirmou que Lost in Transition "é muito fácil de ler e é, de fato, impossível de largar, em grande parte porque é muito bem escrito".

## Crítica das feministas ocidentais
O trabalho acadêmico de Ghodsee sobre gênero e vida cotidiana durante e após o socialismo atraiu críticas de feministas ocidentais. Em um ensaio de 2014 no European Journal of Women's Studies, a filósofa Nanette Funk incluiu Ghodsee entre um punhado de "acadêmicas feministas revisionistas" que elogiam acriticamente as conquistas das organizações de mulheres da era comunista, ignorando a natureza opressiva dos regimes autoritários na Europa Oriental. Funk argumentou que as "revisionistas feministas" estão muito ansiosas em seu "desejo de encontrar a agência das mulheres em um passado marxista anticapitalista" e que isso "leva a distorções" e "faz reivindicações excessivamente ousadas" sobre as possibilidades de ativismo feminista sob o regime comunista nos Estados.
Em resposta, Ghodsee afirma que sua bolsa de estudos busca expandir a ideia do feminismo além da obtenção da "auto-realização pessoal", afirmando que "se o objetivo do feminismo é melhorar a vida das mulheres, juntamente com a eliminação da discriminação e a promoção da igualdade com os homens, então há amplo espaço para reconsiderar o que Krassimira Daskalova chama de políticas 'amigas das mulheres' das organizações de mulheres socialistas do estado". Ela observa que "o objetivo de muitos estudos recentes sobre as organizações de mulheres socialistas do Estado é mostrar como a ideologia comunista pode levar a melhorias reais na alfabetização, educação, treinamento profissional das mulheres, bem como no acesso aos cuidados de saúde, extensão da licença maternidade remunerada, e uma redução de sua dependência econômica dos homens (fatos que nem a Funk nega)".

## Prêmios
O livro de 2010 de Ghodsee, Muslim Lives in Eastern Europe: Gender, Ethnicity and the Transformation of Islam in Postsocialist Bulgaria recebeu o Prêmio Barbara Heldt Prize de 2010 para o melhor livro, por uma mulher em Slavic/Eurasian/East European Studies, a Universidade Harvard Davis Center Book Prize de 2011 da Associação de Estudos Eslavos, do Leste Europeu e da Eurásia, o John D. Bell Book Prize de 2011 da Bulgarian Studies Association e o William A. Douglass Prize de 2011 em Europeanist Anthropology da Society for the Anthropology of Europe da American Anthropological Association.
Ghodsee ganhou o Prêmio de Ficção Etnográfica de 2011 da Society for Humanistic Anthropology pelo conto "Tito Trivia", incluído em seu livro, Lost in Transition: Ethnographies of Everyday Life After Communism. Juntamente com o co-autor, Charles Dorn, Ghodsee recebeu o prêmio de melhor artigo de 2012 da History of Education Society (HES) pelo artigo na revista Diplomatic History : “The Cold War Politicization of Literacy: UNESCO, Communism, and the World Banco." Em 2012, ela ganhou uma John Simon Guggenheim Fellowship por seu trabalho em antropologia e estudos culturais.

## Vida pessoal
Ghodsee se identifica como sendo de "herança porto-riquenha-persa". Seu pai pertencia ao grupo étnico iraniano persa e sua mãe portorriquenha. Ghodsee cresceu em San Diego, nos Estados Unidos. Enquanto frequentava a universidade, conheceu e casou-se com um estudante de direito búlgaro. Ela é mãe de uma filha adolescente.[carece de fontes?]

## Obras publicadas

### Livros
- Kristen R. Ghodsee, Second World, Second Sex: Socialist Women's Activism and Global Solidarity during the Cold War, Durham, Duke University Press, 2019. ISBN 978-1478001812 (em inglês)
- Kristen R. Ghodsee, Why Women Have Better Sex Under Socialism and other arguments for economic independence, Nation Books, 2018. ISBN 9781568588902I (em inglês)
- Kristen Ghodsee, Red Hangover: Legacies of Twentieth-Century Communism, Durham, Duke University Press, 2017. ISBN 978-0822369493 (em inglês)
- Kristen Ghodsee, From Notes to Narrative: Writing Ethnographies that Everyone Can Read. Chicago: University of Chicago Press, 2016. ISBN 978-0226257556ISBN 978-0226257556 (em inglês)
- Kristen Ghodsee, The Left Side of History: World War II and the Unfulfilled Promise of Communism in Eastern Europe, Durham, Duke University Press, 2015. ISBN 978-0822358350 (em inglês)
- Kristen Ghodsee, Lost in Transition: Ethnographies of Everyday Life After Communism, Durham: Duke University Press, 2011. ISBN 978-0822351023 (em inglês)
- Kristen Ghodsee, Muslim Lives in Eastern Europe: Gender, Ethnicity and the Transformation of Islam in Postsocialist Bulgaria.  Princeton: Princeton University Press, 2009. ISBN 978-0691139555 (em inglês)
- Kristen Ghodsee, ' The Red Riviera: Gender, Tourism and Postsocialism on the Black Sea, Durham: Duke University Press, 2005. ISBN 978-0822336624 (em inglês)
- Rachel Connelly and Kristen Ghodsee,  Professor Mommy: Finding Work/Family Balance in Academia, Rowman & Littlefield Publishers, Inc., 2011. ISBN 978-1442208582 (em inglês)

### Artigos acadêmicos relevantes
- "Pressuring the Politburo: The Committee of the Bulgarian Women's Movement and State Socialist Feminism,"[51] Slavic Review, volume 73, número 2, outono de 2014. (em inglês)
- "Rethinking State Socialist Mass Women's Organizations: The Committee of the Bulgarian Women's Movement and the United Nations Decade for Women, 1975-1985", Journal of Women's History, volume 24, número 4, inverno de 2012. (em inglês)
- "Subtle Censorships: Notes on Studying Bulgarian Women's Lives Under Communism,"[52] Journal of Women's History: Beyond the Page, outuno de 2012. (em inglês)
- "Feminism-by-Design:  Emerging Capitalisms, Cultural Feminism and Women's Nongovernmental Organizations in Post-Socialist Eastern Europe,"[53] Signs: Journal of Women in Culture and Society,  primavera de 2004 (Vol. 29, No. 3) (em inglês)
- With Amy Borovoy Borovoy, Amy; Ghodsee, Kristen (2012). «Decentering agency in feminist theory: Recuperating the family as a social project». Women's Studies International Forum (em inglês). 35 (3): 153–165. doi:10.1016/j.wsif.2012.03.003"Decentering agency in feminist theory: Recuperating the family as a social project". Women's Studies International Forum. 35 (3): 153–165. doi:10.1016/j.wsif.2012.03.003.
- Ghodsee, Kristen (2011). «On feminism, philosophy and politics in Post-communist Romania: An interview with Mihaela Miroiu (Bucharest, 17 May 2010)». Women's Studies International Forum (em inglês). 34 (4): 302–307. doi:10.1016/j.wsif.2011.04.005
- "Socialist Secularism: Gender, Religion and Modernity in Bulgaria and Yugoslavia, 1946-1989" with Pam Ballinger, Aspasia: The International Yearbook of Central, Eastern, and Southeastern European Women's and Gender History, Vol. 5: 6-27 (em inglês)
- Ghodsee, Kristen (fevereiro de 2010). «Revisiting the United Nations decade for women: Brief reflections on feminism, capitalism and Cold War politics in the early years of the international women's movement». Women's Studies International Forum (em inglês). 33 (1): 3–12. doi:10.1016/j.wsif.2009.11.008
- "Minarets after Marx: Islam, Communist Nostalgia, and the Common Good in Postsocialist Bulgaria." East European Politics & Societies, novembro de 2010 24: 520-542 (em inglês)
- "Left Wing, Right Wing, Everything: Xenophobia, Neo-totalitarianism and Populist Politics in Contemporary Bulgaria",[54] Problems of Post-Communism, (Vol. 55, No. 3 maio–junho de 2008). (em inglês)
- "Religious Freedoms versus Gender Equality: Faith-Based Organizations, Muslim Minorities and Islamic Headscarves in Modern Bulgaria," Social Politics, (Vol. 14, No. 4, 2007). (em inglês)
- "Red Nostalgia? Communism, Women's Emancipation, and Economic Transformation in Bulgaria," L'Homme: Zeitschrift für Feministische Geschichtswissenschaft (Journal for Feminist History), primavera de 2004 (Vol. 15, No. 1/2004). (em inglês)
- "And if the Shoe Doesn't Fit? (Wear it Anyway?): Economic Transformation and Western Paradigm of 'Women in Development' in Post-Communist Central and Eastern Europe", Women's Studies Quarterly, outono e inverno de 2003 (Vol. 31, No. 3 & 4). (em inglês)
- Revisiting 1989: The Specter Still Haunts, Dissent Magazine, primavera de 2012 (em inglês)
- "Коса ("Hair" in Bulgarian) разказ от Кристен Ghodsee (em búlgaro)
- "Tito Trivia"[55] Anthropology and Humanism, Vol. 37, No. 1, June 2012: 105–108. (em inglês)
- Ghodsee (2014). «A Tale of "Two Totalitarianisms": The Crisis of Capitalism and the Historical Memory of Communism» (PDF). History of the Present (em inglês). 4 (2): 115–142. JSTOR 10.5406/historypresent.4.2.0115. doi:10.5406/historypresent.4.2.0115
- "What Has Socialism Ever Done For Women?" (with Julia Mead) Catalyst. Vol. 2, No. 2, verão de 2018. 100-133 (em inglês)

### Entrevistas com áudio ou vídeo
- (Áudio) " Sexto búlgaro se incendeia para protestar contra a pobreza ", e entrevista com Marco Werman no The World. (em inglês)
- (Áudio) Kristen Ghodsee discute a nostalgia do comunismo na Bulgária com Lisa Mullins no The World da BBC/PRI (em inglês)
- (Áudio) Kristen Ghodsee em Nostalgia for Communism na Rádio Pública do Nordeste
- (Áudio) Kristen Ghodsee discute lenços de cabeça na Bulgária com Lisa Mullins no The World da BBC/PRI
- (Áudio) " Sexto Suicídio de Fogo na Bulgária ", Entrevista na Voz da Rússia (Edição do Reino Unido), 21 de março de 2013. (em inglês)
- (Vídeo) Kristen Ghodsee discute The Red Riviera com George Liston Seay no Dialogue (em inglês)
- (Vídeo) Kristen Ghodsee discute organizações de mulheres de massa comunistas na TV da OIT (em inglês)
- (Imprimir) Кристeн Годси: "Българските жени са приспособими, упорити и готови да поемат и най-големителевитепреди" (em búlgaro)
- (Áudio) Novo Podcast Apresenta Dr. Kristen Ghodsee - American Anthropological Association, 24 de janeiro de 2014 (em inglês)
- (Impressão) Bulgária: Distração em massa e teorias da conspiração (entrevista com Kristen Ghodsee) (em búlgaro)
- (Impressão) Entrevista da Association for Slavic, East European, and Eurasian Studies (AEEES), setembro de 2014 (em inglês)
- (Impressão) No Scrubs Jacobin, 29 de novembro de 2018 (em inglês)
- (Impressão) Quer sexo melhor? Considere mudar para um país socialista. Truthdig, 21 de dezembro de 2018 (em inglês)